# جزيرة تيغا الشمالية
جزيرة تيغا الشمالية وهي جزيرة من جزر إندونيسيا، وتقع مقاطعة كوتاي كارتانيغارا في إقليم كالمنتان الشرقية في إندونيسيا.